# Cart (Clyde)
Der Cart ist ein kurzer Fluss von rund einem Kilometer Länge in der schottischen Council Area Renfrewshire. Er entsteht durch den Zusammenfluss der beiden Quellflüsse White Cart Water und Black Cart Water nordwestlich der Stadt Renfrew. Der Fluss fließt von dort aus in nördlicher Richtung und mündet nach kurzer Strecke in den Clyde. Auf seinem kurzen Lauf durchfließt er keine Seen und nimmt keine Nebenflüsse auf.

## Geschichte

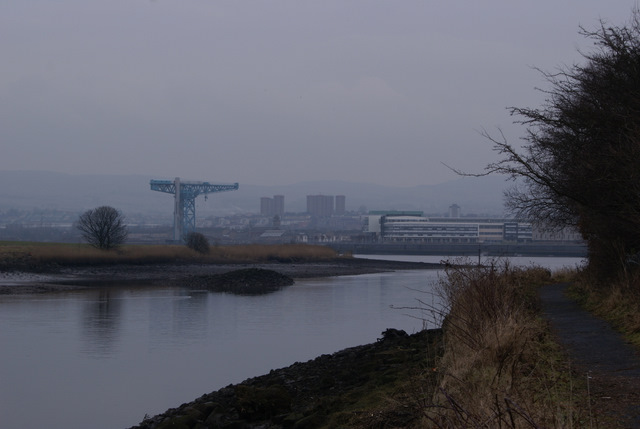
Mündung des Cart in den Clyde

In historischen Publikationen wird teilweise das gesamte, rund 31 km lange White Cart Water als Cart bezeichnet. Der Quellfluss entspringt südöstlich in East Renfrewshire und durchfließt auf seinem Lauf die Städte Glasgow und Paisley. 1753 konkretisierten sich die Bestrebungen den Cart (inklusive des Unterlaufs des White Cart Water) bis Paisley schiffbar zu machen. Zur Akquise der benötigten finanziellen Mittel wurden Herstellung und Verkauf von Bier in Paisley sowie die Einfuhr in die Stadt mit einer Steuer von zwei Pennys je Pint belegt. Auf Grund der zu erwartenden Erlöse konnte ein Darlehen in Höhe von 3000 £ bereitgestellt werden. Ziel war es den Cart, dessen Wasserstand abhängig von den Gezeiten ist, bis Paisley, zur Verbesserung des Güterverkehrs der Stadt, auf eine Mindesttiefe von sieben Fuß bei Flut zu vertiefen.

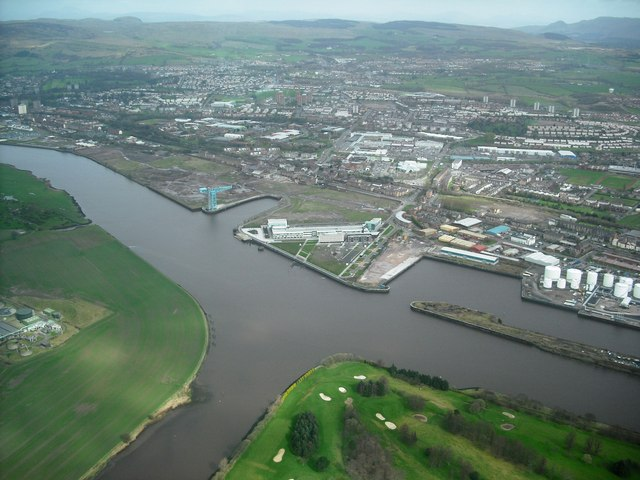
Mündung des Cart in den Clyde. Die Überreste des Forth and Cart Canals sind schwer zu erkennen. Er mündete etwa in der Bildmitte, rechts der Einfahrt in das Hafenbecken in den Clyde.

Im Jahr 1836 wurde der Bau des Forth and Cart Canals beschlossen. Dieser sollte den 1790 eröffneten Forth and Clyde Canal, der ab Glasgow am Nordufer parallel dem Clyde verläuft und bei Bowling in den Clyde einmündet, gegenüber der Cartmündung mit dem Clyde verbinden, um so eine direkte Anbindung des Cart an den Forth and Clyde Canal über den Clyde zu ermöglichen. Die Durchführung wurde 1836 beschlossen und der Forth and Cart Canal schließlich im Jahre 1840 fertiggestellt. Der Kanal wurde Ende des 19. Jahrhunderts wieder geschlossen und ist heute nur noch in Fragmenten erhalten.